# 布萊克羅克 (加利福尼亞州)
布萊克羅克（英語：Blackrock）是位於美國加利福尼亞州因約縣的一個非建制地區。該地的面積和人口皆未知。

## 地理
布萊克羅克的座標為36°55′45″N 118°14′00″W / 36.92917°N 118.23333°W，而該地的平均海拔高度為1167米（即3829英尺）。